# Il segreto dei maghi
Il segreto dei maghi è un romanzo fantasy del 2003 dell'autrice australiana Trudi Canavan, capitolo conclusivo della trilogia The Black Magician. Edito in Italia nel 2009 dalla Editrice Nord, segue La corporazione dei maghi e La scuola dei maghi.

## Trama
La storia narra di Sonea e delle sue paure dopo aver visto il Sommo Lord Akkarin uccidere e per le rivelazioni ricevuta dal veggente che prevede disgrazie per la corporazione e la città di Imardin. La ragazza scopre il segreto che si cela dietro alla magia nera e alla fine pensa di cedere ad essa per salvare lo stesso Akkarin, minacciato da spie e congiure.

## Personaggi
Principali
- Sonea, una dwell con poteri magici che si rivela durante l'Epurazione, la cerimonia annuale ordinata dal Re per scacciare dalla città stranieri e mendicanti.
- Lord Rothen, alchimista, insegnante e tutore di Sonea prima della nomina di Akkarin, futuro Capo degli Alchimisti.
- Lord Dannyl, alchimista. Lord Rothen gli è stato tutore.
- Lord Fergun, mago guerriero che disapprova la presenza dei dwell nella Corporazione, espulso dalla corporazione.
- Lord Lorlen, amministratore della Corporazione, morto nella guerra contro gli Ichani.
- High Lord Akkarin, Sommo Lord della Corporazione di maghi di Kyralia.
- Cery, amico intimo di Sonea e importante Ladro.
- Lord Dorrien, guaritore, figlio di Lord Rothen.

Secondari
Capi delle discipline:
- Lord Balkan, Capo dei Guerrieri, futuro Sommo Lord.
- Lady Vinara, Capo dei Guaritori.
- Lord Sarrin, Capo degli Alchimisti, morto durante la guerra contro gli Ichani.

maghi secondari
- Lord Osen, assistente dell'Amministratore, futuro Amministratore.
- Lord Jerrik, Direttore dell'Università.
- Lord Solend, storico della magia.
- Lord Yaldin, mago anziano amico di Lord Rothen.
- Lord Yikmo, insegnante guerriero di Sonea, morto durante la guerra contro gli Ichani.
- Lord Garrel, insegnante guerriero, futuro Capo dei Guerrieri.

## Edizioni
- Trudi Canavan, Il segreto dei maghi, traduzione di A. Tissoni, 1ª ed., Nord, 2009, ISBN 978-88-429-1585-0.